# Unione Sportiva Salernitana (1927)
Unione Sportiva Salernitana foi um clube de futebol italiano, fundado em 1927. Era considerado sucessor da Salernitana de 1919 e antecessor da Unione Sportiva Salernitana 1919.

## História

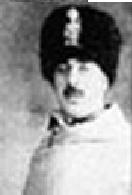
Donato Vestuti, fundador do FBC Salerno

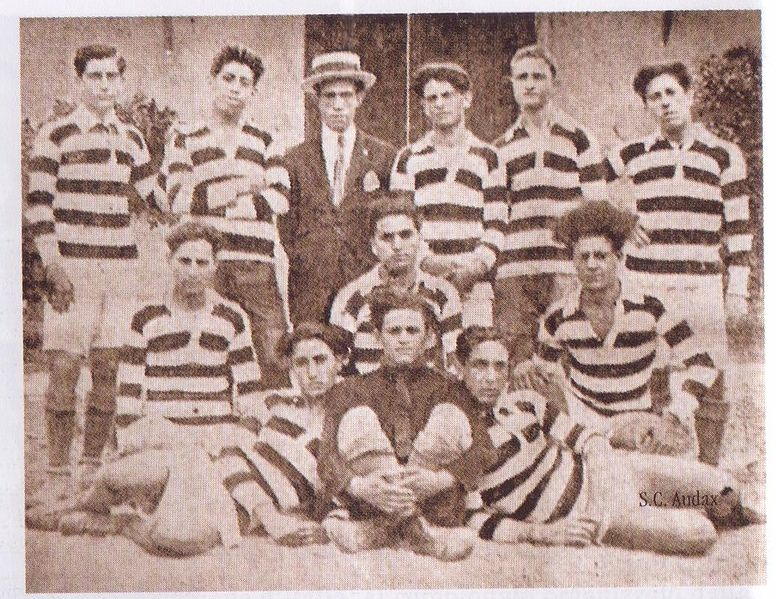
Uma formação do Sporting Club Audax, no centro, com o chapéu, o treinador Alfonso Guasco

Após o fim do Sports Club Salernitanaudax, que por sua vez, era fruto de fusão entre Sporting Clube Audax e Unione Sportiva Salernitana (1919), surgiram novas equipes de futebol em Salerno, entre as quais o Libertas e o Caifás, presidido pelo agora ex-presidente da Salernitanaudax, Caifás Carmine, além do Campania Foot-Ball Club, que recebeu alguns jogadores do Salernitanaudax.

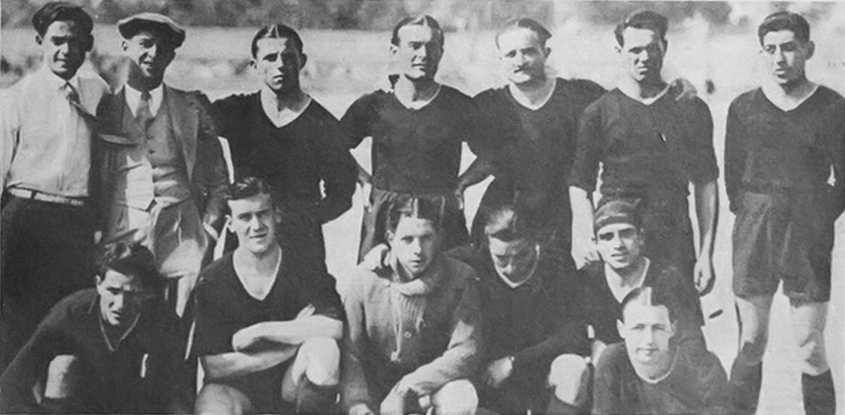
Salernitana 1928-29

Em 1927 o regime fascista impôs a fusão de todos clubes esportivos da cidade de Salerno, dando assim origem à Unione Sportiva Salernitana Fascista, a partir da fusão entre a Campania e Libertas.. 
No campeonato Segunda Divisão 1927-1928 a granada ganhou sua fase de grupos vencendo o acesso para a rodada final útil para a promoção para a primeira divisão. Os sinos terminou a rodada final em terceiro lugar, atrás Goliarda Roma e Rosetana, mas mais tarde foram permitido "para", ou seja, unidades populacionais pescadas em Primeira Divisão 1928-1929, a segunda série de o tempo para preencher o número insuficiente as equipes do sul.
O segundo nível do futebol assistiu Salernitana foi a única reservada exclusivamente sociedades do Sul, e por esta razão possa ser consultado também com o nome de Southern League para distingui-lo do torneio norte. Classificatasi terceiro em sua primeira rodada, na final D Salernitana terminou em sexto lugar (último). Para a temporada seguinte, a Primeira Divisão, ou seja, o campeonato jogado por Salernitana, foi rebaixado para o terceiro nível devido à instituição do novo Série B. A partir desta estação, Salernitana deu novamente o uniforme azul e branco, embora muitos desafios apareceu com uma malha totalmente celeste.

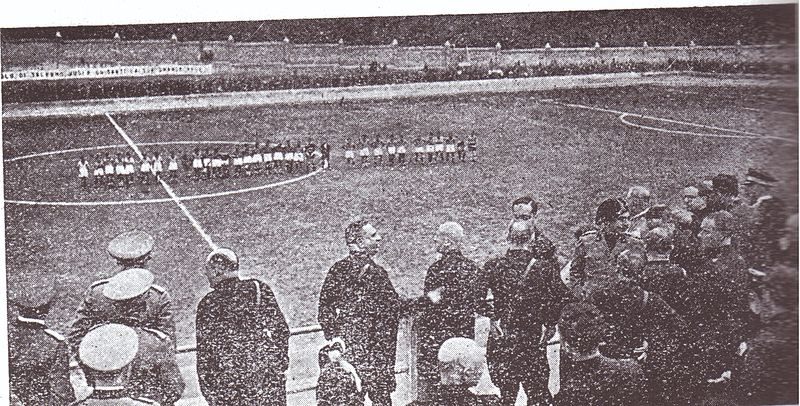
Inauguração da Littorio com os líderes fascistas presentes no evento

Seguiram-se inúmeros campeonatos na terceira série, e nestes anos, entretanto, em Salerno foi inaugurado Stadio Littorio (hoje Stadio Vestuti), dia 2 de janeiro de 1931, que passou a ser o novo campo da Salernitana.
O clube ganhou a promoção para a segunda série nacional em 1937-1938, isto é, quando venceu o Grupo E de Série C.

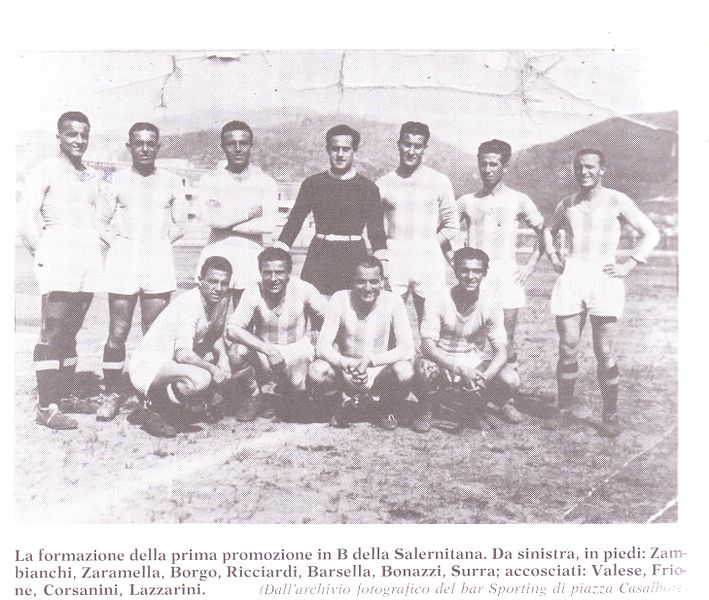
Salernitana 1937-38

O primeiro lugar em seu grupo da Série C foi alcançado sob a liderança de Ferenc Hirzer e o novo presidente Giuseppe Carpinelli. A ascensão só foi matematicamente garantida após uma vitória sobre o Power por 2-0, fora de casa, graças aos gols de Valese e Corsanini. No final do jogo, os jogadores da equipe, ao retornarem a Salerno, foram recebidos por torcedores, que celebraram a conquista com uma procissão de velas em honra à equipe.

A equipe terminou a Serie B em penúltimo lugar, e poucos foram os seus destaques. No entanto, o time foi capaz de empatar em sua casa com a líder do campeonato, a Fiorentina, em 1-1, e goleou, fora de casa, o Casale (5-0) e Sanremo (7-1).
Em 1940 o clube foi presidido por personalidades que se alternavam no decorrer dos meses, e o último foi o Matthew Scaramella, o que foi finalmente em funções até 1943.
O presidente tentou, graças a uma equipe comandada pelo treinador Gipo Viani, fazer o clube conseguir uma promoção no Série B. Conseguiu venceu com facilidade o seu grupo de Serie C 1941-1942, mas um apelo de Cavese impedido promoção a Salernitana, a empresa que foi penalizado pelo fato de que como protagonistas tinha dois cidadãos acusados de terem persuadido o Cozzi goleiro a sofrer tanto quanto possíveis redes no derby contra o mesmo Cavese venceu por 8-0. O episódio, no entanto, pouco é particularmente addisse a uma equipe, que de Salernitana que um lado ainda teria vencido o campeonato, independentemente do resultado do derby, a outra equipe de Salerno foi capaz de mostrar-se mesmo no campo superior das outras equipes seu grupo, Cavese incluídos. Não é coincidência que veio a promoção, no entanto, no ano imediatamente a seguir.
Foi, de fato, 1943 o ano em que, sob a orientação técnica do treinador Gipo Viani, a equipe voltou para a Série B, em que, no entanto, participou de apenas alguns anos mais tarde, vendo a suspensão da atividade desportiva nacional causada pela Segunda Guerra Mundial.
Em 1944, portanto, a equipe participou de uma competição regional, a Copa Libertação, sob a presidência de Felice Del Galdo (em funções até 1945) e ganhou. No ano de 1946, a equipe terminou em segundo lugar Campeonato da Campania de 1945. Neste último evento, também vale a pena mencionar, houve um  incidente durante o derby entre Salernitana e Nápoli. Aos 35 minutos, quando a partida estavam 1-1, o árbitro Demetrio Stampacchia marcou um pênalti em favor do Nápoli, mas os fãs da Salernitana invadiram o campo de jogo, e também entre os jogadores houve uma briga, numa situação objetivamente caótica e perigosa, de modo que, a fim de apaziguar os atletas e torcedores, o árbitro caiu no chão e fingiu estar morto, auxiliado por o som de uma arma de tiro disparado da arquibancada.
Seguindo o episódio acabou de descrever, a Salernitana disputou as partidas subsequentes em terreno neutro, porque o campo de jogo da equipe foi suspenso por um mês, e também o clube foi forçado a pagar 25.000 liras de multa.
Quando a guerra terminou, Salernitana, que desde 1943 teve seu nome alterado, removendo a palavra "fascista" de seu nome, se inscreveu no campeonato da Divisão Nacional 1945-1946, torneio oficial abaixo da Série B.
A posição final no ranking não permite-lhe para participar da próxima Serie A, que, no entanto, ganhou a competição na próxima temporada de campo gasto no Serie B 1946-1947.
Salernitana ganhou o campeonato do seu grupo, o "C", cuja maioria das equipes participantes era do sul. Sob a presidência de Domenico Mattioli e o retorno de Gipo Viani como treinador, a equipe disputou um campeonato que lhe viu como protagonista até o fim. Os resultados finais colocaram-lhe em primeiro lugar, na frente de Ternana, Pescara, Lecce e Scafatese.

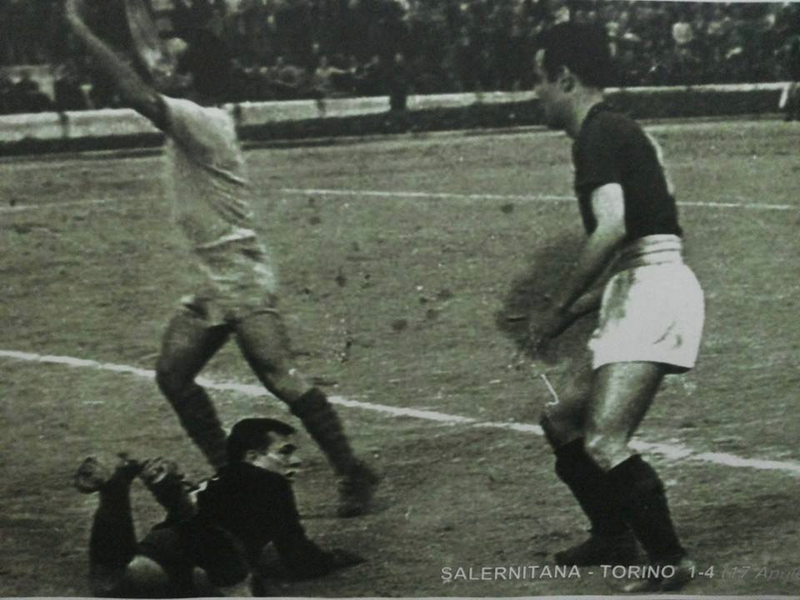
Esultanza dopo l'unico gol salernitano siglato in casa da Merlin al Grande Torino, gara valida per la Serie A 1947-48 (finita 4-1 per i piemontesi)

No verão, foi organizado um torneio de futebol em Salerno. Bem, foi uma das partidas do torneio que o capitão Antonio Valese experimentou e mais tarde sugeriu ao treinador Gipo Viani o Vianema. Esta foi uma invenção pela qual Salernitana obteve resultados significativos na primeira divisão. Na prática, foi uma verdadeira revolução, que ajudou a mudar as regras futuras também táticas de outras equipes.
Através de Vianema, Salernitana tornou-se conhecida em toda a Itália, mas a controvérsia sobre a autoria do método fez com que Valese abandonasse a equipe, em desacordo com o treinador que usou. Portanto, o capitão que estava entre os protagonistas da primeira promoção à Serie A para Salernitana nunca jogou na primeira divisão durante sua carreira.